# Organizacja zbiorowego zarządzania prawami autorskimi lub prawami pokrewnymi
Ten artykuł należy dopracować:

przedstawiono sytuację tylko z polskiej perspektywy – artykuł powinien być przekrojowy.
Pomóż go poprawić. 
Organizacja zbiorowego zarządzania prawami autorskimi lub prawami pokrewnymi (OZZ) – rodzaj organizacji, która zgodnie z polską ustawą o prawie autorskim uczyniła swoim statutowym zadaniem zbiorowe zarządzanie i ochronę powierzonych im praw autorskich lub praw pokrewnych oraz wykonywanie uprawnień wynikających z ustawy.

## Organizacje zbiorowego zarządzania prawami działające w Polsce
Na mocy decyzji ministra odpowiadającego za dział administracji rządowej – kultura i ochrona dziedzictwa narodowego wydanych na podstawie art. 104 § 1 kodeksu postępowania administracyjnego i art. 104 ust. 3 ustawy z dnia 4 lutego 1994 roku o prawie autorskim i prawach pokrewnych – działają następujące organizacje zbiorowego zarządzania:
1. Stowarzyszenie Polski Rynek Oprogramowania PRO
2. Stowarzyszenie Artystów Wykonawców Utworów Muzycznych i Słowno-Muzycznych (SAWP)
3. Związek Artystów Scen Polskich (ZASP)
4. Stowarzyszenie Autorów ZAiKS
5. Stowarzyszenie Twórców Ludowych
6. Związek Producentów Audio-Video (ZPAV)
7. Stowarzyszenie Filmowców Polskich (SFP)
8. Związek Polskich Artystów Fotografików (ZPAF)
9. Związek Artystów Wykonawców STOART
10. Stowarzyszenie Zbiorowego Zarządzania Prawami Autorskimi Twórców Dzieł Naukowych i Technicznych „KOPIPOL”
11. Stowarzyszenie Architektów Polskich (SARP)
12. Stowarzyszenie Aktorów Filmowych i Telewizyjnych (SAFT)[2]
13. Stowarzyszenie Autorów i Wydawców COPYRIGHT POLSKA (SAiW CP)[3]

Od 19 lipca 2018 roku kwestie prawne dotyczące organizacji zbiorowego zarządzania prawami normuje ustawa z dnia 15 czerwca 2018 r. o zbiorowym zarządzaniu prawami autorskimi i prawami pokrewnymi (Dz.U. z 2024 r. poz. 1665).